# Hubert-Folie
Pour les articles homonymes, voir Hubert.
Hubert-Folie est une ancienne commune française, située dans le département du Calvados en région Normandie, peuplée de 406 habitants. Le 1er janvier 2019, elle devient commune déléguée de Castine-en-Plaine.

## Toponymie
Le nom de la localité est attesté sous les formes Huhertifolia en 1077, Foubertfolia en 1159.
Ce toponyme est composé de l'anthroponyme Hubertus et du bas latin folia, « feuille, feuillage », avec l'attribution passagère de l'anthroponyme Foubert.
« La Folie », toponyme assez répandu en France, est toujours très difficile à cerner car il peut recouvrir des réalités très différentes. Dans de rares cas, le nom peut rappeler un pré où poussait la folie, une herbe légère et garnie de fleurettes blanches aujourd'hui appelée gypsophile (car elle croît à l'état sauvage sur des terrains gypseux). Parfois, la folie est un bosquet, un clos ombragé et feuillu, une cabane (abri de feuillage). Durant le Moyen Âge, les « folies » ne furent rien d'autre que des constructions rudimentaires, faites avec des branchages.

## Histoire
Le 1er janvier 2019, elle fusionne avec Rocquancourt et Tilly-la-Campagne pour former la commune nouvelle du Castine-en-Plaine dont la création est actée par un arrêté préfectoral du 19 décembre 2018.

## Politique et administration

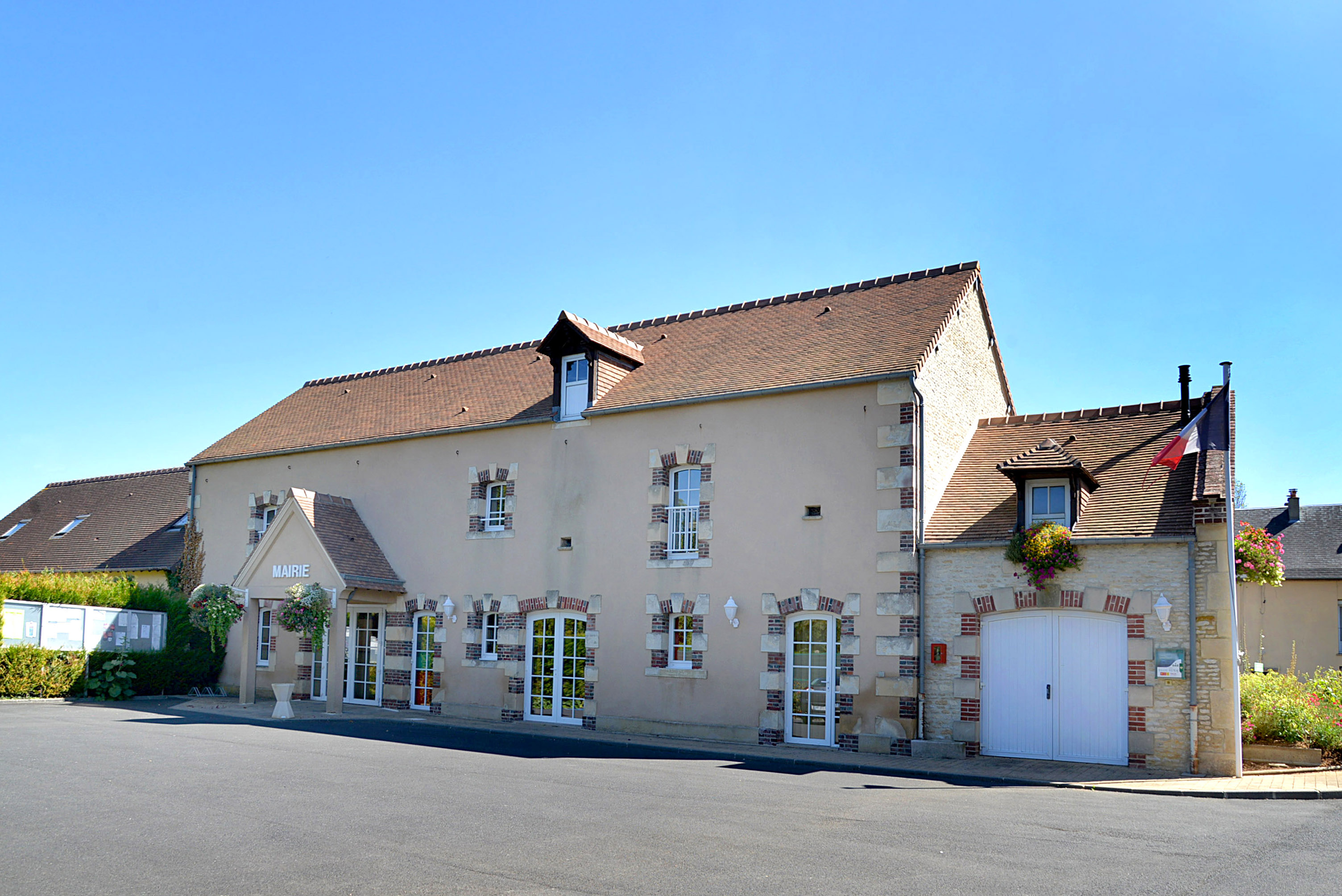
La mairie.

| Période                                  | Période       | Identité       | Étiquette | Qualité                                                            |
| ---------------------------------------- | ------------- | -------------- | --------- | ------------------------------------------------------------------ |
| 1989                                     | décembre 2018 | Joël Bellanger | SE        | Négociateur France Télécom, président de la communauté de communes |
| Les données manquantes sont à compléter. |               |                |           |                                                                    |

## Démographie
En 2021, la commune comptait 406 habitants. Depuis 2004, les enquêtes de recensement dans les communes de moins de 10 000 habitants ont lieu tous les cinq ans (en 2007, 2012, 2017, etc. pour Hubert-Folie) et les chiffres de population municipale légale des autres années sont des estimations.
| 1793 | 1800 | 1806 | 1821 | 1831 | 1836 | 1841 | 1846 | 1851 |
| ---- | ---- | ---- | ---- | ---- | ---- | ---- | ---- | ---- |
| 76   | 59   | 69   | 87   | 101  | 86   | 100  | 99   | 102  |

| 1856 | 1861 | 1866 | 1872 | 1876 | 1881 | 1886 | 1891 | 1896 |
| ---- | ---- | ---- | ---- | ---- | ---- | ---- | ---- | ---- |
| 105  | 95   | 90   | 92   | 92   | 92   | 72   | 81   | 72   |

| 1901 | 1906 | 1911 | 1921 | 1926 | 1931 | 1936 | 1946 | 1954 |
| ---- | ---- | ---- | ---- | ---- | ---- | ---- | ---- | ---- |
| 76   | 67   | 62   | 66   | 65   | 73   | 63   | 71   | 80   |

| 1962 | 1968 | 1975 | 1982 | 1990 | 1999 | 2007 | 2012 | 2017 |
| ---- | ---- | ---- | ---- | ---- | ---- | ---- | ---- | ---- |
| 81   | 75   | 162  | 167  | 196  | 213  | 333  | 355  | 378  |

| 2019 | - | - | - | - | - | - | - | - |
| ---- | - | - | - | - | - | - | - | - |
| 392  | - | - | - | - | - | - | - | - |

## Culture locale et patrimoine

### Lieux et monuments
- Église Notre-Dame (XIIe et XIIIe siècles) qui fait l’objet d’une inscription au titre des monuments historiques depuis le 4 octobre 1932[7].
- Allée de tilleuls du château, site classé (SC, 14/09/1943)[8].

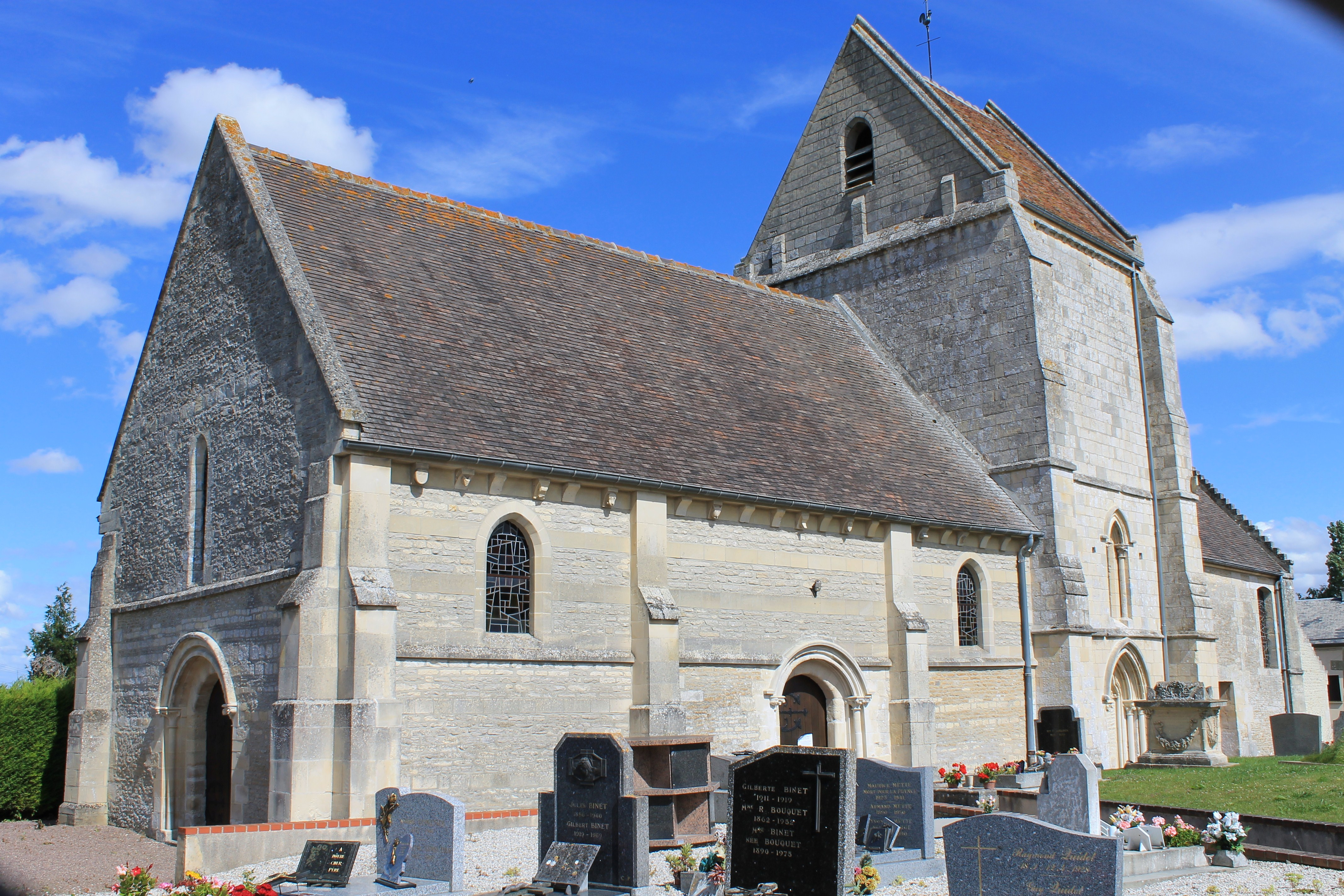
L'église Notre-Dame.
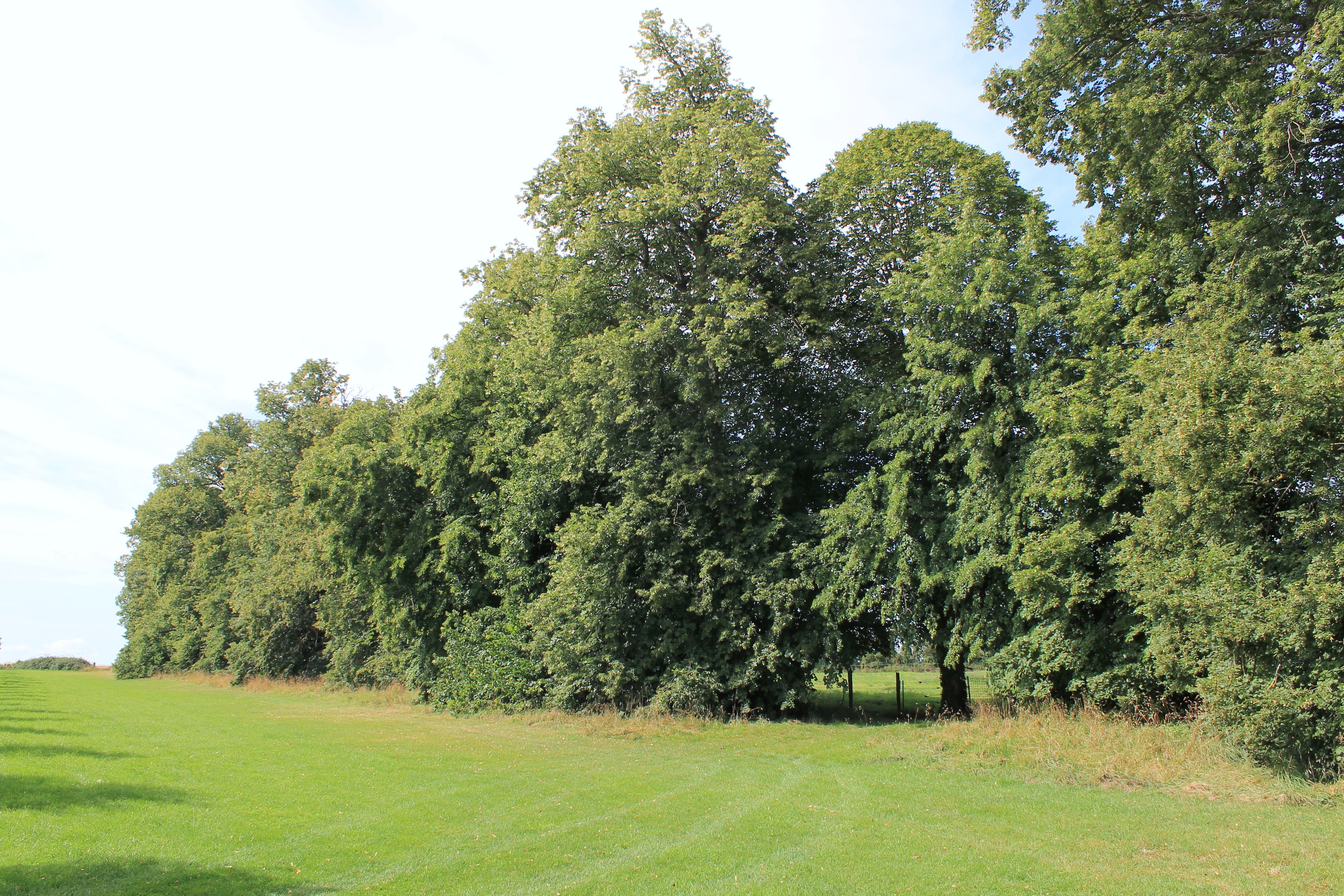
L'allée de tilleuls.
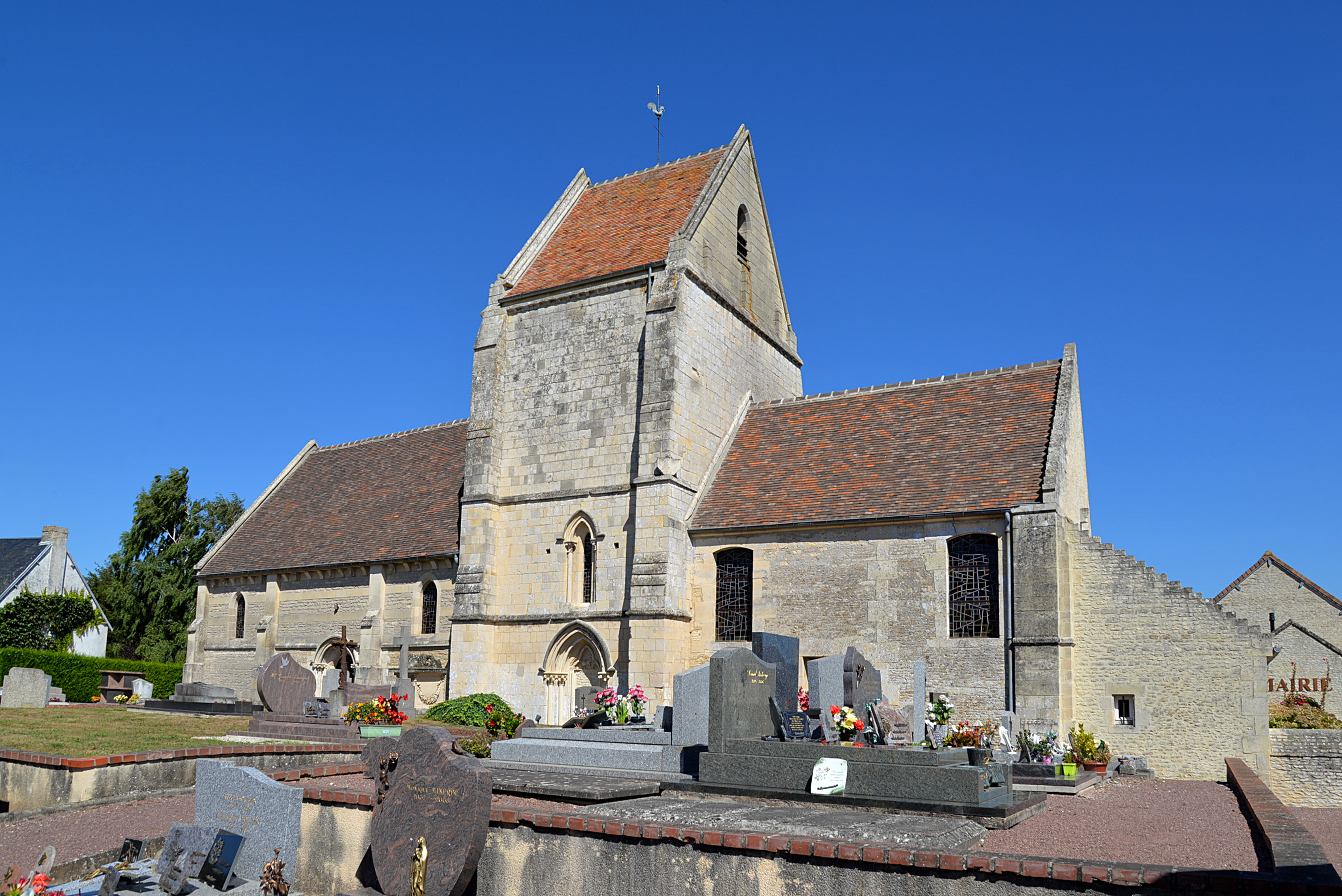
L’église Notre-Dame.
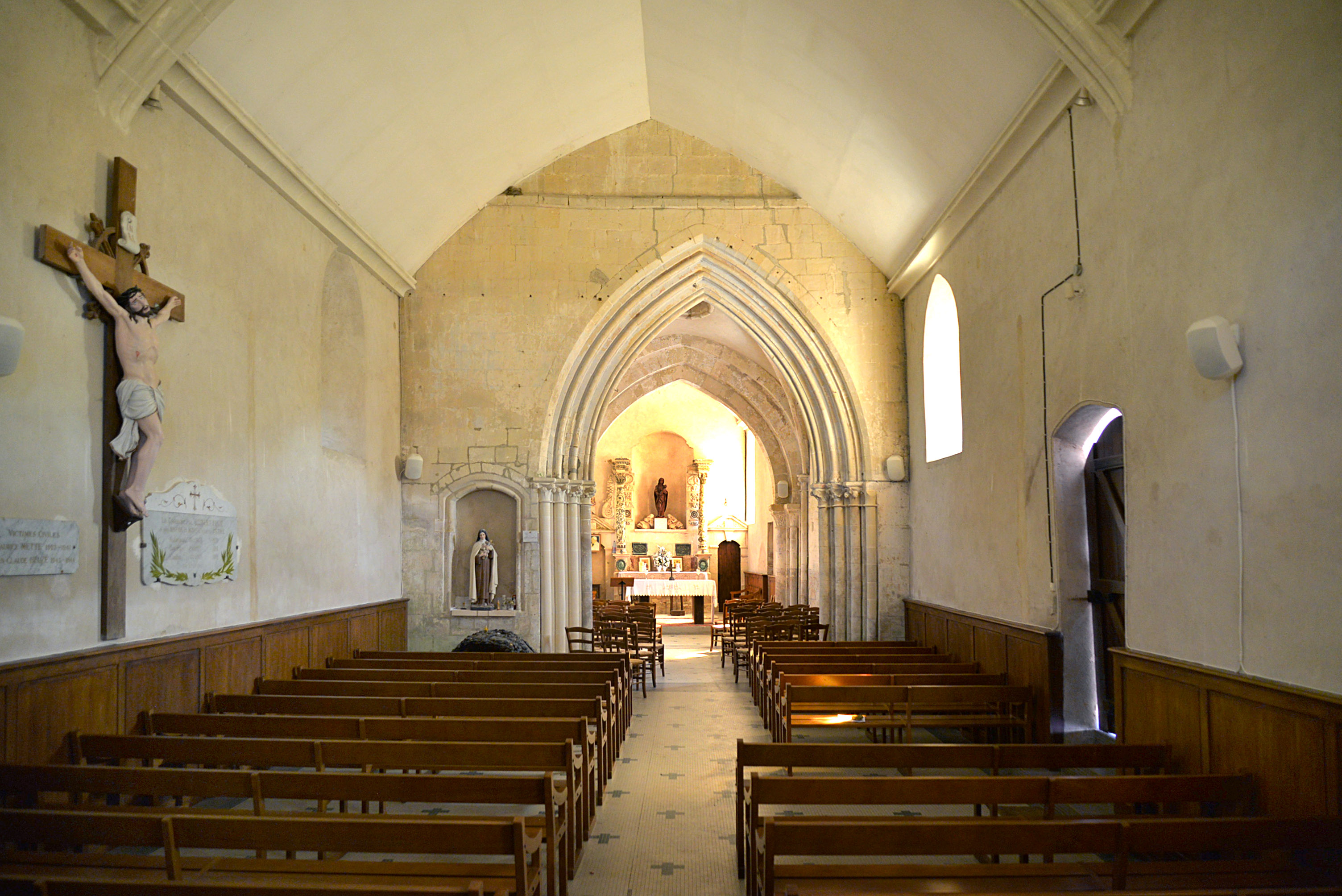
La nef de l’église Notre-Dame.
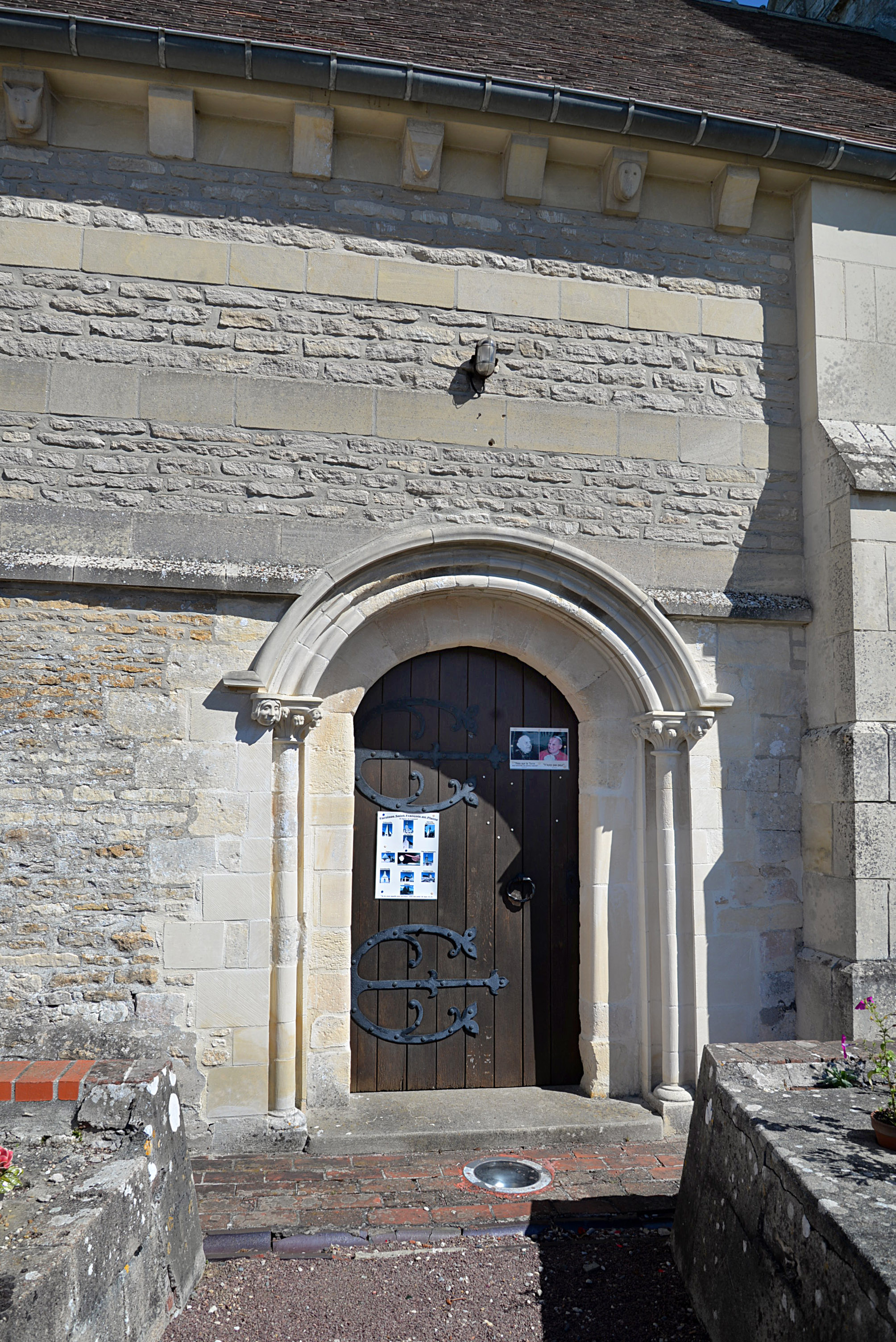
Une porte latérale sud de l’église Notre-Dame.
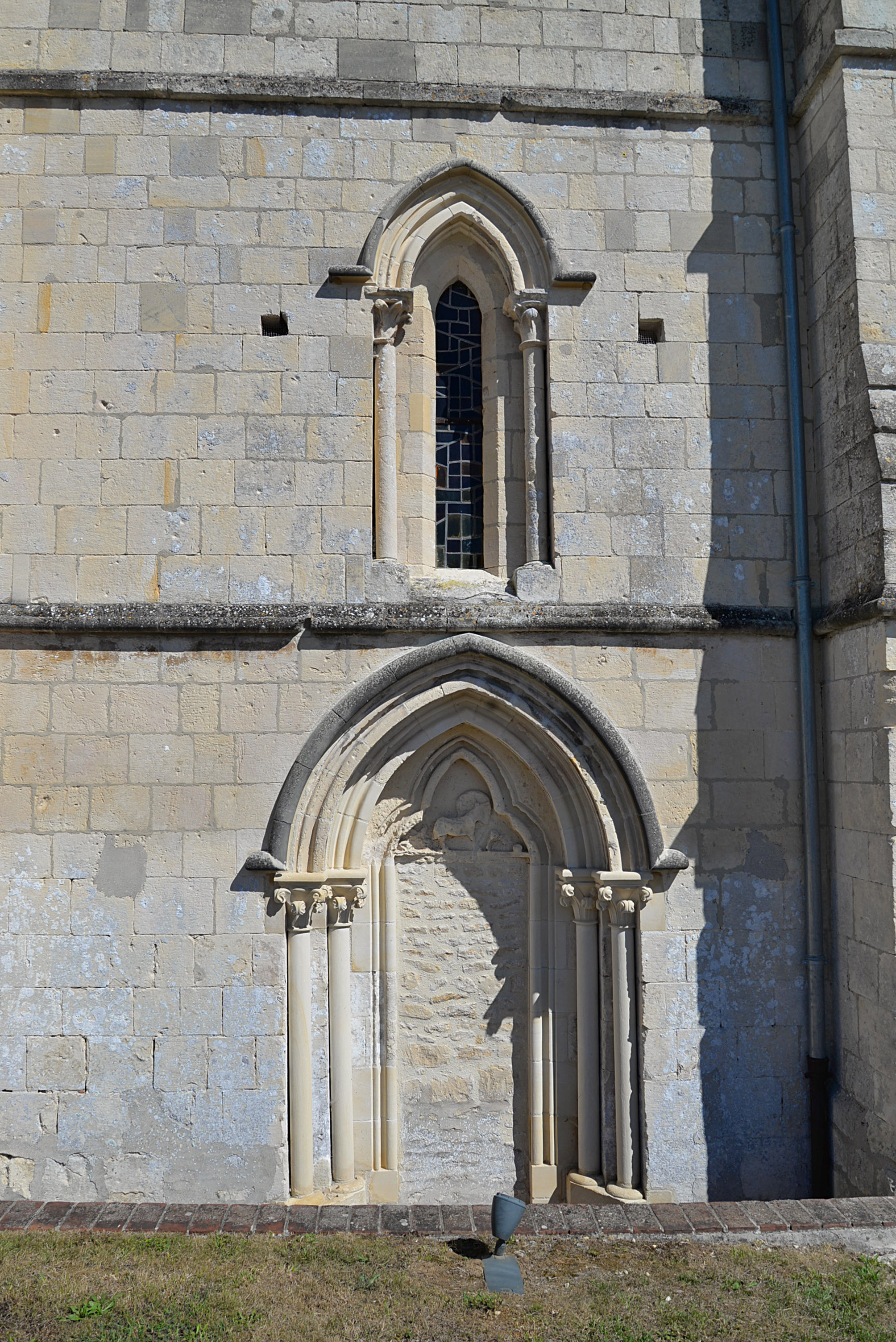
Une porte latérale sud de l’église Notre-Dame.
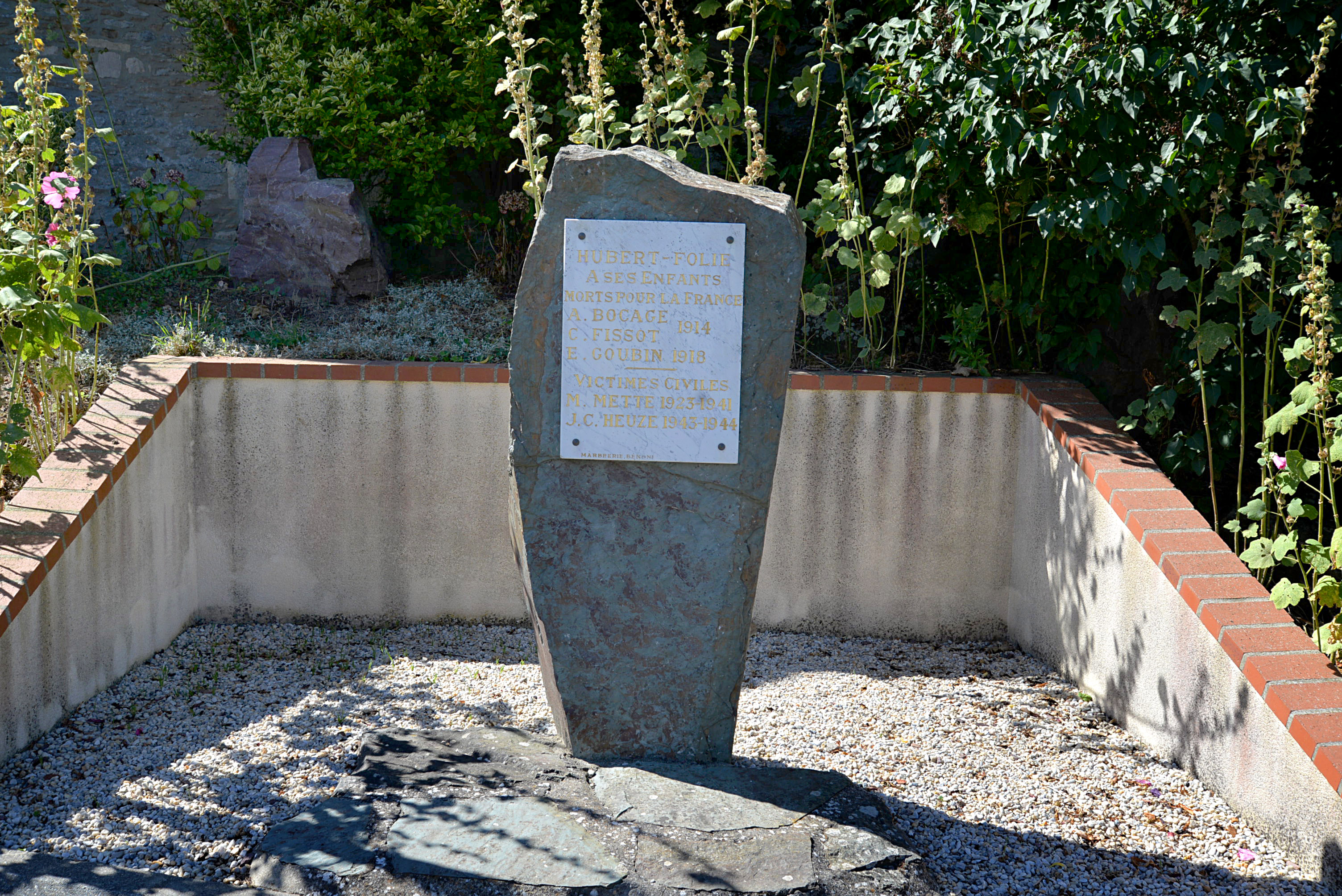
Monument commémoratif.